# 塩素消毒
塩素消毒（えんそしょうどく）は、塩素（Cl2）または次亜塩素酸塩を水に加えるプロセスである。塩素は強い毒性を持つため、水道水中の特定の細菌や微生物を殺すために使用される。特にコレラ、赤痢、腸チフス等の水系感染症の拡大を防ぐために用いられる。

## 歴史
1800年代に、フランスの科学者ルイ＝ベルナール・ギトン・ド・モルボーとイギリスのWilliam Cumberland Cruikshankが塩素による消毒を提案した。他二人の権威も提案を支持し、1895年以降に多くの論文が発表された。水処理場での初期の試みは、1893年にドイツのハンブルクで行われ、そして1897年にイギリスのメードストンの町は供給される全ての水を塩素消毒した最初の例となった。
恒久的な水の塩素化は1905年に始まった。この時期、イギリスのリンカンで不完全な緩速濾過と汚染された水が原因で腸チフスの大流行が起こり、Alexander Cruickshank Houston博士が流行を止めるため、次亜塩素酸カルシウム（通称：カルキ）溶液を飲料水に加える塩素消毒を行った。彼の設備は、水系感染症の流行を終息させた後も予防の為、新たな給水設備が稼働する1911年まで塩素消毒を継続した。
米国で最初に消毒薬として塩素を連続使用したのは、ニュージャージー州ジャージーシティの供給源であったブーントン給水所（Rockaway River）で1908年に行われた。この塩素消毒は、次亜塩素酸カルシウム希釈溶液を制御し0.2 - 0.35ppmで行われた。この処理プロセスはJohn L. Leal博士によって考案され、塩素処理プラントはGeorge Warren Fullerによって設計された。その後、世界中で次亜塩素酸カルシウムによる塩素消毒が急速に普及することとなった。日本では、1921年に東京と大阪で塩素消毒を行うようになった。

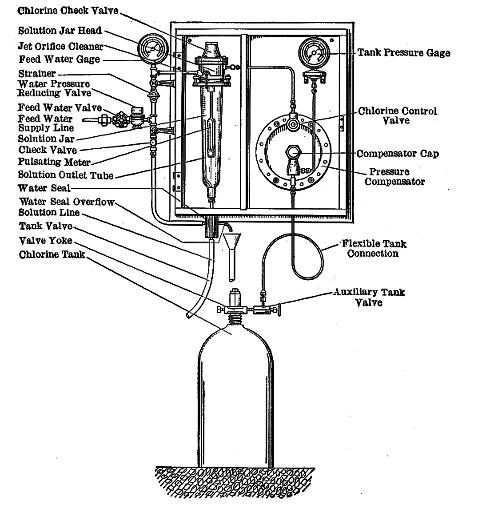
1918年Joseph RaceChlorination of Waterから、20世紀初頭の液化塩素による手動制御 塩素消毒装置

圧縮液化塩素ガスを使用して飲料水を浄化する技術は、1903年にインディアン・メディカル・サービスの英国人職員Vincent B. Nesfieldによって開発された。彼自身の記述によれば、「塩素ガスが満足のいくものであることがわかった...それを使用するための適切な手段が見つかった場合、次に重要な問題はガスを持ち運べるようにする方法である。これは2つの方法で達成できる： それを液化し、鉛に覆われた鉄容器に貯蔵し、非常に細い管の取り口と、タップまたはスクリューキャップを取り付ける。水の中にシリンダーを投入しタップを解放すると、塩素が水の中で放出され、10分から15分もあれば絶対に水は安全になる。この方法は、サービスウォーターカートのように大規模に使用することになる。」
陸軍医学学校で化学教授をしていたCarl Rogers Darnall少佐が、1910年に液化塩素ガスによる塩素消毒を初めて実証した。この実証は、現代の都市浄水システムの基礎となった。
その後まもなく、陸軍医療局William J. L. Lyster少佐がリネン袋に次亜塩素酸カルシウムの溶液を詰めて使用した。何十年もの間、Lysterの方法は戦場やキャンプでLyster Bag（Lister Bagとも呼ばれる）として愛用され、米国陸軍のスタンダードな手法として残された。canvas"bag, water, sterilizing（バッグ、水、滅菌）"は戦場でよく即席で三脚から釣り下がっている標準的な36ガロン容量の物で、100人に1つ配布される野外キッチンの共通コンポーネントであった。この手法は第一次世界大戦からベトナム戦争まで使用されてきたが、1980年の逆浸透膜浄水装置によって置き換えられた。
1941年までに、塩素ガスによる米国の飲料水の消毒が、次亜塩素酸カルシウムを使用する方法と入れ替わり主流となっている。
塩素消毒は、次亜塩素酸ナトリウムの他、様々な化学物質を用いて実施することもできる。

## 生物化学
強い酸化剤として、塩素は有機分子の酸化によって殺す。塩素と次亜塩素酸が加水分解した生成物（塩酸）は中性に帯電しているため、病原体の負に帯電した表面に容易に浸透する。そしてその細胞壁を構成する脂質を崩壊させ、細胞内の酵素やタンパク質と反応し、それらを機能しなくすることができる。微生物は死ぬか、もはや増殖することができなくなる。

### 原理
水に溶解すると、塩素は塩素、次亜塩素酸(HOCl)、塩酸(HCl)の平衡混合物となる。
{\displaystyle {\ce {Cl2 + H2O <=> HOCl + HCl}}}
酸性溶液中での主な化学種はCl2とHOCl、アルカリ溶液中では事実上ClO−（次亜塩素酸イオン）のみが存在する。また非常に少量ClO2−、ClO3−、ClO4− もまた存在する。

## 塩素消毒の問題
もともと水に含まれていた有機物などと反応し、トリハロメタンなど様々な副生成物が作られる。世界保健機関(WHO)は、「これらの副生成物による健康へのリスクは、不十分な消毒によるリスクと比較して非常に小さい」と述べている。

## 塩素消毒導入後の事故例
塩素ガス生成と死亡障害例
家庭用塩素系消毒剤・漂白剤、プール施設等の消毒において塩素ガスが発生し、急性呼吸不全や死亡事故が起きている。熱や日光などの条件により塩素ガスが発生することもあるが、特に発生しやすいのは、酸性溶液（プールのゴミを凝集・沈殿させるために用いるポリ塩化アルミニウムなど）と混ぜた場合である。東京消防庁などの関係機関は、きちんと説明書をよく読み、知識を得たうえで、薬品を逐次確認するか、安全に行う手順書を作成し確認しながら使用するように呼び掛けている。
注入装置が故障していた例
1953年6月23日に発生した茂原下痢症（集団食中毒）の原因の一つは、上水道浄化施設の塩素注入機が故障しており機能していなかったことが挙げられている。